# Федорчук, Виталий Витальевич
Вита́лий Вита́льевич Федорчу́к (1 ноября 1942, Москва — 9 декабря 2012, там же) — советский и российский математик, специалист в области общей топологии. Сын генерала армии В. В. Федорчука от первого брака.

## Биография
Окончил механико-математический факультет МГУ (1964). Ученик П. С. Александрова.
Кандидат физико-мaтематических наук (1967). После защиты кандидатской диссертации до конца жизни работал на механико-математическом факультете.
Доктоp физико-мaтематических наук (1977). Профессоp (1983). Заведующий кафедрой общей топологии и геометрии механико-мaтематического факультетa МГУ (1982—2012). Заместитель проректора по научной работе естественных факультетов (1985)
Директор Бакинского филиала МГУ (2008—2012).
Автор более 150 научных статей; воспитал более 30 кандидатов и докторов наук. Среди учеников: А. Ч. Чигогидзе, А. Н. Дранишников, М. В. Смуров, Ю. В. Садовничий, А. В. Карасёв.
Похоронен на Покровском кладбище.

## Избранные труды

### Учебники имонографии
- Федорчук В. В., Чигогидзе А. Ч. Экстензоры и мягкие отображения. — Издательство МГУ, 1987. — 58 с.
- Федорчук В. В. Курс аналитической геометрии и линейной алгебры: Учеб. пособие. — М.: Издательство МГУ, 1990. — 328 с. — 14 780 экз. — ISBN 5-211-00941-X.

Переиздание: Федорчук В. В. Курс аналитической геометрии и линейной алгебры: Учеб. пособие. — 2-е изд., испр. — М.: НЦ ЭНАС, 2001. — 328 с. — ISBN 5-93196-105-4.
- Федорчук В. В., Чигогидзе А. Ч. Абсолютные ретракты и бесконечные многообразия. — М.: Наука. Гл. ред. физ.-мат. лит., 1992. — 1010 экз. — ISBN 5-02-014230-1.
- Федорчук В. В., Филиппов В. В. Общая топология. Основные конструкции: Учеб. пособие. — 2-е изд., испр. и доп. — М.: ФИЗМАТЛИТ, 2006. — 336 с. — (Классический университетский учебник). — 2000 экз. — ISBN 5-9221-0618-X.

(Первое издание: Федорчук В. В., Филиппов В. В. Общая топология. Основные конструкции: учеб. пособие для вузов по спец. «Математика». — М.: Издательство МГУ, 1988. — 250 с. — ISBN 5-211-00082-X.)
- Садовничий Ю. В., Федорчук В. В. Аналитическая геометрия. Курс лекций с задачами. — М.: ЭКЗАМЕН, 2009. — 350 с. — 3000 экз. — ISBN 978-5-377-01617-5.

### Статьи
Основные моменты в развитии теоретико-множественной топологии. (Соавт. П. С. Александров, В. И. Зайцев)//УМН, 33:3 (201) (1978), с. 3-48.
О некоторых геометрических свойствах ковариантных функторов// УМН, 39:5(239) (1984), с. 169—208
Об открытых отображениях//УМН, 37:4(226) (1982), с. 187—188
Ковариантные функторы в категории компактов, абсолютные ретракты и Q-многообразия//УМН, 36:3(219) (1981), с. 177—195
Метод развертываемых спектров и вполне замкнутых отображений в общей топологии//УМН, 35:3(213) (1980), с. 112—121

## Награды и звания
Заслуженный профессор Московского университета (2007).